# 갓길

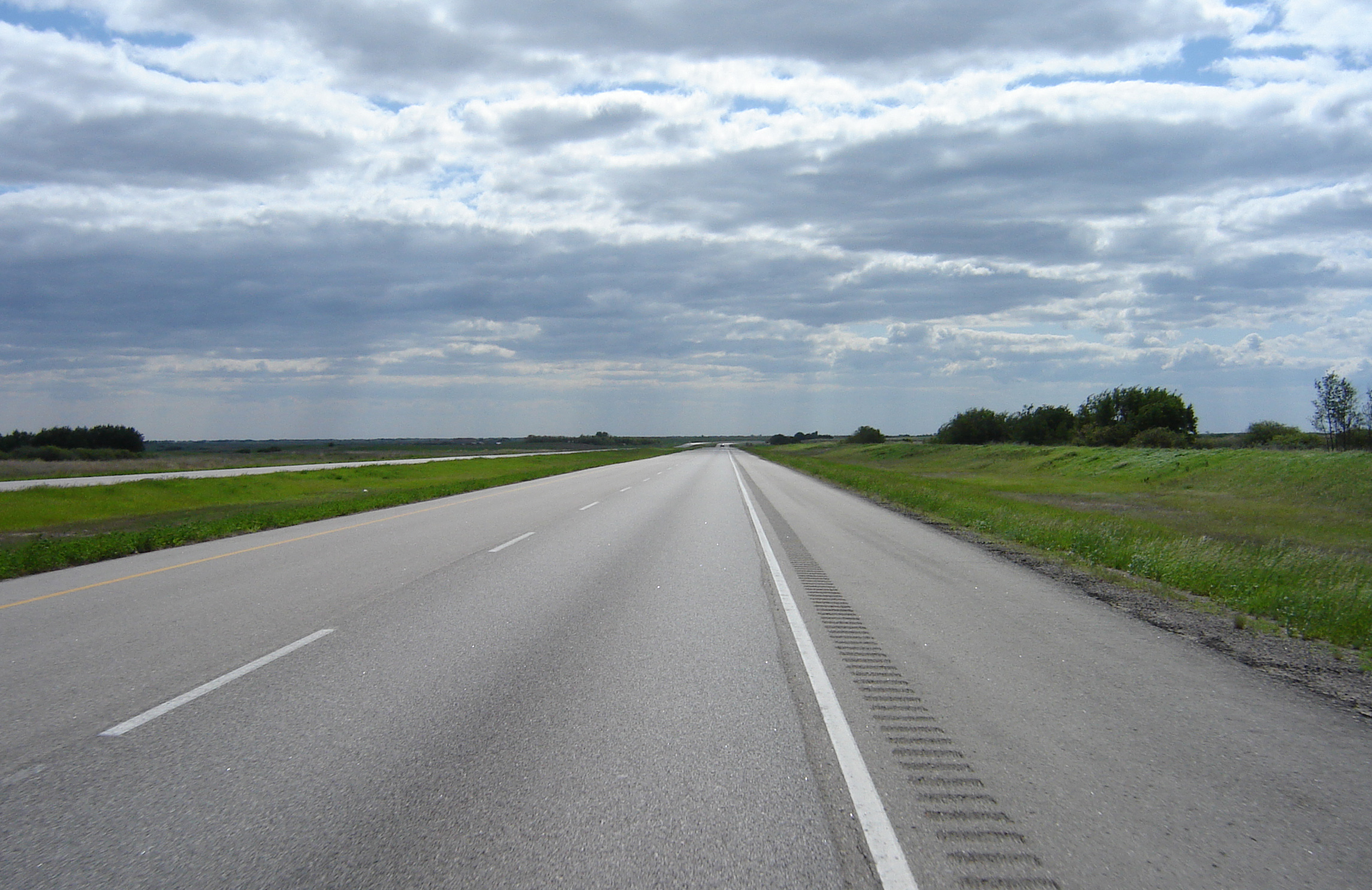

갓길, 길어깨 또는 노견(路肩, 미국 영어: shoulder, 영국 영어: hard shoulder, 오스트레일리아 영어: breakdown lane)은 도로의 주요구조부를 보호하거나 차도의 효용을 유지하기 위해 또는 응급상황 발생시 차량을 안전한 곳으로 대피시키기 위해 도로의 가장자리에 설치하는 부분이다. 또 도로(포장구조)를 보호하는 것을 목적으로, 포장되지 않은 부분을 보호노견(保護路肩)이라고 한다.
다만 국립국어원, 표준국어대사전, 우리말샘 등과 같은 곳에서는 갓길을 표준어로 제시하고 있으며, 노견과 길어깨 모두 불일치한 표현으로 보아 둘 다 비표준어로 지정된 상태이다.

## 같이 보기
- 버스전용차로